# Giro del Interior de San Pablo
El Giro del interior de San Pablo es una competición de ciclismo por etapas que se disputa en el estado de São Paulo, Brasil.
Con un recorrido de 5 etapas la competencia gira en torno a la ciudad de Barra Bonita, en el centro del estado y se caracteriza por recorrer un terreno de constantes subidas y bajadas a lo que se le suma por lo general viento, para darle más dureza a la prueba.
La carrera, que es organizada por el ciclista André Pullini (a la vez que compite) se realizó por primera vez en 2008 y contó con la participación de 70 ciclistas. El ganador de esa 1.ª edición fue Mauricio Morandi del equipo Scott-Marcondes César-São José dos Campos. En 2009 la prueba ganó más volumen y prestigio dentro de Brasil y logró reunir a 90 competidores.
En las ediciones de 2010 y 2011, la carrera fue integrada al calendario internacional americano en la categoría 2.2.

## Palmarés
| Año  | Ganador             | Segundo             | Tercero        |
| ---- | ------------------- | ------------------- | -------------- |
| 2008 | Mauricio Morandi    | Luiz Tavares Amorim | Magno Nazaret  |
| 2009 | Luis Tavares Amorim | Alcides Vieira      | Magno Nazaret  |
| 2010 | Renato Seabra       | Wagner Alves        | Jorge Giacinti |
| 2011 | Flávio Reblin       | Andrei Krasilnikau  | Renato Seabra  |
| 2012 | Alex Diniz          | Renato Ruiz         | Ricardo Ortiz  |
| 2013 | Antonio Nascimento  | João Marcelo        | Alan Maniezzo  |
| 2014 | Gregolry Panizo     | André Almeida       | Diego Ares     |

- En amarillo, ediciones amateur

## Palmarés por países
| País   | Victorias |
| ------ | --------- |
| Brasil | 6         |